# James Ehnes
James Ehnes, C.M., né le 27 janvier 1976 à Brandon (Manitoba), est un violoniste canadien.
Salué, en 2001, par le journal The Globe and Mail comme « the Jascha Heifetz of our day » (« le Jascha Heifetz de notre temps »), il est considéré comme l'un des interprètes de musique classique les plus passionnants et marquants de sa génération.
Son patronyme se prononce /ɛnœs/.

## Biographie
James Ehnes est issu d'une famille d'artistes : son père, Alan Ehnes, est professeur de trompette à l'Université de Brandon et sa mère, Barbara Ehnes, est danseuse et ancienne directrice de l'École de danse de Brandon.
Dès l'âge de quatre ans, il commence à jouer du violon puis, à neuf ans, étudie sous la direction de Francis Chaplin. Il poursuit ses études comme élève de Sally Thomas à la Meadowmount School of Music à New York et à la Juilliard School où il obtient son diplôme en 1997 ; parallèlement, le prix Peter Mennin lui est également décerné pour ses réalisations et son leadership en musique (Outstanding Achievement and Leadership in Music).
À treize ans, il donne son premier concert avec l'Orchestre symphonique de Montréal. Dès lors, il se produit régulièrement avec les plus grands chefs d'orchestre (Vladimir Ashkenazy, Andrew Davis, Charles Dutoit, Michael Gielen, Hans Graf, Richard Hickox, Zdeněk Mácal, Charles Mackerras, Seiji Ozawa, Stanisław Skrowaczewski, Christian Thielemann) et les orchestres les plus prestigieux du monde entier.
Il apparaît également dans de nombreux festivals, entre autres, celui de Marlboro, de la musique de chambre de Seattle, de Bravo! Vail Valley Music à Vail (Colorado), de La Chaise-Dieu, de La Côte-Saint-André, de Moritzburg et des nuits blanches à Saint-Pétersbourg.
James Ehnes a fait une tournée avec les Jeunesses Musicales Canada au cours de la saison 1992-1993, alors qu’il était âgé de seulement 16 ans.
En octobre 2005, il obtient un doctorat honoris causa en musique de l'Université de Brandon et en juillet 2007, il est le plus jeune membre élu de la Société royale du Canada.
Le 30 juin 2010, il est admis à titre de membre de l'Ordre du Canada.
James Ehnes joue sur un Stradivarius, l'Ex Marsick, de 1715, prêté par la Fulton Collection et ayant appartenu à Martin-Pierre Marsick,.

## Créations
- Création de la Sonate pour violon seul, de Murray Adaskin
- Création du Double concerto pour violon, violoncelle et orchestre, d'Omar Daniel
- Création américaine de Synapse, de Philippe Manoury en octobre 2011

## Prix
- 1987 : Grand prix dans la catégorie des cordes au Concours de musique du Canada
- 1988 : Premier prix des cordes au Canadian Music Festival
- 1988 : Premier prix du Concours de l'Orchestre symphonique de Montréal
- 1989 : Premier prix du Concours de l'Orchestre symphonique de Québec
- 1992 : Premier prix du Concours de l'Orchestre symphonique de Montréal
- 1992 : Premier prix du Concours du Women's Musical Club of Toronto
- 1993 : Premier prix au National Concerto Competition (Michigan)
- 1993 : Premier prix de la WAMSO Young Artist Competition (Minneapolis)
- 1993 : Premier prix des Concours radiophoniques de la SRC
- 1994 : Première bourse commémorative Ivan Galamian
- 1997 : Prix Virginia-Parker
- 2005 : Bourse Avery Fisher

## Discographie
Les enregistrements de James Ehnes sont majoritairement publiés par les labels Analekta et Les Disques SRC. Leurs sorties discographiques ont souvent été récompensées : 6 Prix Juno, prix de ADISQ, Grammy Award, Prix Gramophone.

### Enregistrements
Liste non exhaustive des enregistrements de James Ehnes.
Concertant
- Bruch : Concerto pour violon n° 2 et Fantaisie écossaise, Les Disques SRC, 2002
- Concert français (Saint-Saëns, Berlioz, Chausson, Debussy, Milhaud et Massenet - Orchestre symphonique de Québec, dir. Yoav Talmi (29-30 novembre 2000, Analekta) (OCLC 51570447)
- Dohnányi : Concerto pour violon no 2 (2004, Chandos)
- Dallapiccola : Tartiniana Due pezzi ; Piccola musica notturna ; Frammenti sinfonici dal balletto Marsia ; Variazioni per orchestra - BBC Philharmonic, dir. Gianandrea Noseda (14-16 avril 2004, Chandos) (OCLC 811240574)
- Dvořák : Pièces romantiques (2004, Analekta)
- Dvořák : Concerto pour violon, Chandos Records, 2005
- Barber, Korngold et Walton : Concertos pour violon (22-23 février / 6-7 juin 2006, Les Disques SRC) (OCLC 77227198)
- Elgar : Concerto pour violon et Sérénade pour cordes - Philharmonia Orchestra, dir. Andrew Davis (17-20 mai 2007, Onyx) (OCLC 190910678)
- Hummel, Œuvres diverses, Chandos Records, 2004
- Khatchatourian : Concerto pour violon et Chostakovitch, Quatuor à cordes nos 7 et 8 - James Ehnes, violon ; Ehnes Quartet ; Melbourne Symphony Orchestra, dir. Mark Wigglesworth (2014, Onyx Classics) (OCLC 876300782)
- Mozart : Concertos pour violon - "Mozart Anniversary Orchestra" (2006, Les Disques SRC) (OCLC 611246770)
- Bruch : Concertos pour violon no 1 à no 3, Fantaisie Écossaise - Orchestre symphonique de Montréal, dir. Charles Dutoit, Mario Bernardi (mai 2000/2002, CBC Records/Les Disques SRC SMCD 5241)[7] (OCLC 241492681)
- Mendelssohn : Concerto pour violon no 2 et Octuor à cordes - Philharmonia Orchestra, dir. Vladimir Ashkenazy ; Seattle Chamber Music Society (janvier/juillet 2010, Onyx Classics 4060) (OCLC 694835111)
- Tchaïkovski : Concerto pour violon, Sérénade mélancolique ; Valse-scherzo ; Souvenir d'un lieu cher (2011, Onyx Classics 4076) (OCLC 774900423)
- Britten, Concerto pour violon et Chostakovitch, Concerto pour violon no 1 (2-3 décembre 2012, Onyx Classics 4113) (OCLC 845457165)
- Kernis et Howard, Concerto pour violon - Seattle Symphony, dir. Ludovic Morlot ; Orchestre symphonique de Detroit, dir. Cristian Măcelaru (2016/2017, Onyx Classics) (OCLC 1083894369)
- Bartók : Concerto pour orchestre ; Suite de danses ; Rhapsodies pour violon et orchestre no 1 et no 2 - Bergen Philharmonic Orchestra, dir. Edward Gardner (2016/2017, Chandos) (OCLC 1033692250)

Musique de chambre
- Adams : Road Movies - Andrew Russo, piano (2005, Sanctuary Records) (OCLC 58961658)
- Bach : Sonates et partitas pour violon solo (1999/2000, Analekta-Fleur de Lys AN 2 3147-8)[8] (OCLC 46806060)
- Bach : Sonates pour violon et clavecin (2005/2006, 2CD Analekta) (OCLC 75270025)
- Fauré et Schumann : Quintette avec piano et Quintette pour piano, Music for You, 2003
- Kreisler : Œuvres choisies - Eduard Laurel, piano (2002, Analekta FL 23159) (OCLC 873092582)
- Paganini : Vingt-quatre Caprices pour violon (1995, Telarc)[9] (OCLC 222116054)
- Paganini : Vingt-quatre Caprices pour violon (mai/juin 2009, Onyx Classics) (OCLC 472312737)
- Prokofiev : Sonates pour violon no 1 et no 2, Cinq mélodies pour violon et piano (2000, Analekta-Fleur de Lys)[10]
- Ravel, Debussy, Saint-Saëns : Œuvres pour violon et piano - Wendy Chen, piano (2000, Les Disques SRC)[11] (OCLC 46689670)
- Smetana, Dvořák et Janáček : Pièces romantiques - Eduard Laurel, piano (2-5 septembre 2003, Analekta) (OCLC 56043646)
- Schoenfield : Four Souvenirs, pour violon et piano et Café Music, trio avec piano - Andrew Russo, piano ; Edward Arron, violoncelle (8 janvier 2007, Black Box) (OCLC 183330279)
- Wieniawski et Sarasate : James Ehnes joue Wieniawski & De Sarasate - Eduard Laurel, piano (mai/juin 2003, Les Disques SRC) (OCLC 501921114)
- Homage - 	James Ehnes, violon et alto ; Eduard Laurel, piano. (1-3 avril 2007, Onyx Classics) (OCLC 862876395)
- Franck, Richard Strauss : Violin Sonatas -  Andrew Armstrong, piano (2015, Onyx) (OCLC 910104194)
- Debussy, Elgar, Respighi, Sibelius : Violin Sonatas -  Andrew Armstrong, piano (2016, Onyx) (OCLC 949265704)

Compilations
- Johann Sebastian Bach : Sonates no 1 et no 2, partita no 1 pour violon, Analekta, 2008
- Johann Sebastian Bach : Le Meilleur de James Ehnes : Bach, Dvořák, Kreisler, Saint-Saëns (2011, Analekta) (OCLC 801650997)

## Source
- James Ehnes, sur l'Encyclopédie canadienne